# Platyceropsis keeni
Platyceropsis keeni es una especie de coleóptero de la familia Lucanidae.

## Distribución geográfica
Habita en el Archipiélago de la Reina Carlota,  Vancouver.